# Галимбаева, Айша Гарифовна
Айша Гарифовна Галимбаева (каз. Айша Ғарифқызы Ғалымбаева; 29 декабря 1917, станица Надеждинская, Пржевальский уезд, Семиреченская область, Российская республика — 21 апреля 2008, Алма-Ата, Республика Казахстан) — советская и казахская художница кино и живописец. Заслуженный деятель искусств Казахской ССР (1961). Народный художник Казахской ССР (1967). Первая профессиональная художница-казашка.

## Биография и творчество
Окончила Алма-Атинское художественное училище (1943) и художественно-декоративное отделение ВГИК (Москва, 1949).
Начала творческую деятельность на киностудии «Казахфильм», где выполнила эскизы к фильмам «Поэма о любви» (1954), «Девушка-джигит» (1955), «Это было в Шугле» (1955).
В 1960-е годы создала цикл произведений на сюжеты кинофильма «Песни Абая» («Суд биев», «Свадебный вечер», «Той», «Айтыс», «Встреча» и другие). Работала в разнообразных жанрах. В 1960—1970-е годы ей были написаны пейзажи и натюрморты «Аяк-Калкан», «Дорога на джайляу», «Древняя керамика», «Кобыз», «Жёлтые яблоки», «Красный апорт» и другие.
В 1949–1966 годах преподавала в Алматинском художественном училище, в 1966–1969 годах — в Казахском педагогическом институте имени Абая.
Стремление к освоению новых художественных форм воплотилось в создании композиций декоративно-монументального плана («Мы горды временем», 1965; «Пиала кумыса», 1967), произведений портретного жанра («Портрет сына», 1964; «Портрет писателя Г. Мустафина», 1965; «Портрет К. Байсеитовой», 1974; «Портрет актрисы Х. Букеевой в роли Айгерим в спектакле „Абай“», 1976; «Келин из Урала», 1978; и другие). Галимбаева — автор альбомов «Казахский народный костюм» (1958, 1976).

## Награждения
- Орден «Парасат» (2007[3]
- Государственная премия Казахской ССР имени Чокана Валиханова (1972)
- Народный художник Казахской ССР (1967)
- Заслуженный деятель искусств Казахской ССР (1961)
- Медаль «За трудовое отличие» (3 января 1959) — за выдающиеся заслуги в развитии казахского искусства и литературы и в связи с декадой казахского искусства и литературы в гор. Москве
- Орден «Знак Почёта»
- Орден Трудового Красного Знамени